# Abrosaurus
 Abrosaurus  ist eine Gattung sauropoder Dinosaurier und lebte vor ca. 167 bis 161 Mio. Jahren während des Mittleren Jura. 
Ein vollständig erhaltener Schädel des Sauropoden wurde 1984 in der Dashanpu-Formation in China gefunden. Neben dem Holotyp wurde noch ein fragmentarisch erhaltener Schädel der Gattung zugeordnet.
Die einzige Art der Gattung, Abrosaurus dongpoi, wurde 1986 in der Dissertation von Ouyang Hui unter dem Namen Abrosaurus gigantorhinus beschrieben. Da eine Dissertation laut ICZN keine zulässige Erstbeschreibung darstellt, galt der Name zunächst als Nomen nudum. 1989 holte Ouyang die Publikation in einem Newsletter eines chinesischen Regionalmuseums nach, diesmal unter dem Namen Abrosaurus dongpoensis. Weil diesmal das Artepithet grammatisch falsch gebildet war, erfolgte eine Korrektur des Namens zu Abrosaurus dongpoi.

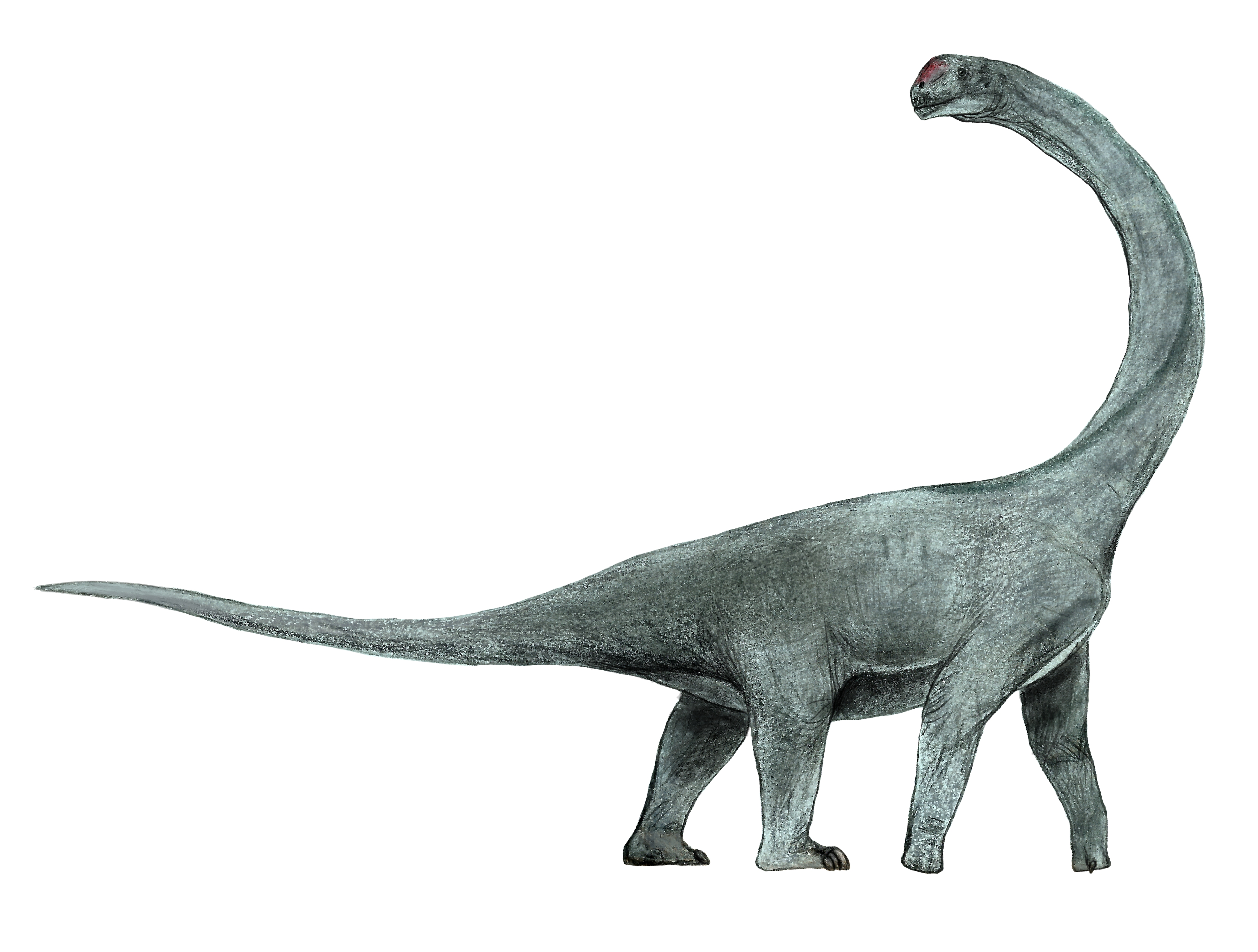
Lebendrekonstruktion von Abrosaurus dongpoi